# 安仁家園
安仁家園是位於臺灣嘉義縣六腳鄉蒜東村的育幼院，也是嘉義縣第一所非營利兒少福利設施。由天主教嘉義教區經營，園長為謝孟潔。原已籌備幾年的安仁家園於2000年12月8日正式立案。

## 沿革
安仁家園原址為蒜頭天主堂及附設光仁幼稚園，原已閒置多年。鑒於嘉義縣本身缺少兒少福利機構，需要幫助的兒童都必須送離故鄉，因此天主教嘉義教區開始籌辦一間嘉義縣內的育幼院，並選用於原幼稚園的場地作為育幼院的所在。2010年12月8日，正式獲得嘉義縣政府的認可立案，且於2011年3月23日正式揭碑啟用，新校舍預定於同年5月落成。但由於工程款尚有約100萬元未能籌措，因此到2013年2月都還無法正式啟用此新校舍，目前包含6名兒童暫住於原舊校舍，並有多名兒童待加入此育幼院。

## 外部連結
- 安仁家園官方部落格（页面存档备份，存于）